# مارلا بويد
مارلا بويد هي ممثلة فلبينية، ولدت في 25 فبراير 1987.

## وصلات خارجية
- مارلا بويد على موقع IMDb (الإنجليزية)